# QOML
QOML（英: Quality of My Life、Medical staffs' Life の略語）とは、医療従事者、研究者などが自らの待遇や労働環境を含めた人生の質や、生活の質を指す。人生の質や、生活の質を表すクオリティ・オブ・ライフ(Quality of Life・QOL) から派生したものである。
日本では医療従事者が過度の超過勤務を強いられているため、これに対する反発から隠語として出現したものと考えられる。しかし、現場の医療従事者の中においても、QOML派（自らのQOL向上を希求し、超過勤務には否定的）、反QOML派（自らのQOL向上を求めず、QOML派を敵視）、非QOML派（自らのQOL向上を求めないが、QOML派を否定しない）、の様に分類される様々な意見が存在している。